# Saison 2020 de l'équipe cycliste Bahrain-McLaren
La saison 2020 de l'équipe cycliste Bahrain-McLaren est la quatrième de cette équipe.

## Coureurs et encadrement technique

### Arrivées et départs
| Coureur           | Provenance            | Durée contrat |
| ----------------- | --------------------- | ------------- |
| Enrico Battaglin  | Katusha-Alpecin       | 2020          |
| Pello Bilbao      | Astana                | 2020-2021     |
| Santiago Buitrago | Neo-Pro               | 2020-2021     |
| Eros Capecchi     | Deceuninck-Quick Step | 2020-2021     |
| Mark Cavendish    | Dimension Data        | 2020          |
| Scott Davies      | Dimension Data        | 2020-2021     |
| Marco Haller      | Katusha-Alpecin       | 2020-2021     |
| Kevin Inkelaar    | Groupama-FDJ Conti.   | 2020-2021     |
| Mikel Landa       | Movistar              | 2020-2021     |
| Wout Poels        | Ineos                 | 2020-2021     |
| Rafael Valls      | Movistar              | 2020-2021     |
| Fred Wright       | CCC Team (stagiaire)  | 2020-2021     |

| Coureur            | Nouvelle équipe  | Durée contrat |
| ------------------ | ---------------- | ------------- |
| Valerio Agnoli     |                  |               |
| Rohan Dennis       | Ineos Grenadiers | 2020-2021     |
| Andrea Garosio     | Vini Zabù-KTM    | 2020-2021     |
| Kristjan Koren     | Suspendu         |               |
| Antonio Nibali     | Trek-Segafredo   | 2020-2021     |
| Vincenzo Nibali    | Trek-Segafredo   | 2020-2021     |
| Domenico Pozzovivo | NTT Pro Cycling  | 2020-2021     |
| Wang Meiyin        | Hengxiang        | 2020          |

### Effectif de cette saison
| Coureur             | Date de Nais.              | Equipe en 2019        | Cont. | V |
| ------------------- | -------------------------- | --------------------- | ----- | - |
| Yukiya Arashiro     | 22 septembre 1984 (36 ans) | Bahrain-Merida        | 2020  | 0 |
| Enrico Battaglin    | 17 novembre 1989 (31 ans)  | Katusha-Alpecin       | 2020  | 0 |
| Phil Bauhaus        | 8 juillet 1994 (26 ans)    | Bahrain-Merida        | 2021  | 3 |
| Pello Bilbao        | 25 janvier 1990 (30 ans)   | Astana                | 2021  | 1 |
| Grega Bole          | 13 août 1985 (35 ans)      | Bahrain-Merida        | 2020  | 0 |
| Santiago Buitrago   | 26 septembre 1999 (21 ans) | Neo-Pro               | 2021  | 0 |
| Eros Capecchi       | 13 juin 1986 (34 ans)      | Deceuninck-Quick Step | 2021  | 0 |
| Damiano Caruso      | 12 octobre 1987 (33 ans)   | Bahrain-Merida        | 2022  | 1 |
| Mark Cavendish      | 21 mai 1985 (33 ans)       | Dimension Data        | 2020  | 0 |
| Sonny Colbrelli     | 17 mai 1990 (30 ans)       | Bahrain-Merida        | 2021  | 1 |
| Scott Davies        | 5 août 1995 (25 ans)       | Dimension Data        | 2021  | 0 |
| Chun Kai Feng       | 2 novembre 1988 (32 ans)   | Bahrain-Merida        | 2020  | 0 |
| Iván García Cortina | 20 novembre 1995 (25 ans)  | Bahrain-Merida        | 2020  | 1 |
| Marco Haller        | 1er avril 1991 (29 ans)    | Katusha-Alpecin       | 2021  | 0 |
| Heinrich Haussler   | 25 février 1984 (36 ans)   | Bahrain-Merida        | 2020  | 0 |

| Coureur             | Date de Nais.             | Equipe en 2019      | Cont. | V |
| ------------------- | ------------------------- | ------------------- | ----- | - |
| Kevin Inkelaar      | 8 juillet 1997 (23 ans)   | Groupama-FDJ Conti. | 2021  | 0 |
| Mikel Landa         | 13 décembre 1989 (31 ans) | Movistar            | 2021  | 0 |
| Matej Mohorič       | 19 octobre 1994 (26 ans)  | Bahrain-Merida      | 2021  | 0 |
| Domen Novak         | 12 juillet 1995 (25 ans)  | Bahrain-Merida      | 2021  | 0 |
| Mark Padun          | 6 juillet 1996 (24 ans)   | Bahrain-Merida      | 2020  | 0 |
| Hermann Pernsteiner | 7 août 1990 (30 ans)      | Bahrain-Merida      | 2020  | 0 |
| Luka Pibernik       | 23 octobre 1993 (27 ans)  | Bahrain-Merida      | 2020  | 0 |
| Wout Poels          | 1er octobre 1987 (33 ans) | Ineos               | 2021  | 0 |
| Marcel Sieberg      | 30 avril 1982 (38 ans)    | Bahrain-Merida      | 2020  | 0 |
| Dylan Teuns         | 1er mars 1992 (28 ans)    | Bahrain-Merida      | 2022  | 1 |
| Jan Tratnik         | 23 février 1990 (30 ans)  | Bahrain-Merida      | 2020  | 1 |
| Rafael Valls        | 25 juin 1987 (33 ans)     | Movistar            | 2021  | 0 |
| Stephen Williams    | 9 juin 1996 (24 ans)      | Bahrain-Merida      | 2020  | 0 |
| Fred Wright         | 13 juin 1999 (21 ans)     | CCC Team            | 2021  | 0 |

## Bilan de la saison

### Victoires sur la saison
| # | Date       | Course                                     | Catégorie            | Vainqueur           | Pays            | Lieu                   |
| - | ---------- | ------------------------------------------ | -------------------- | ------------------- | --------------- | ---------------------- |
| 1 | 6 février  | 3e étape du Tour d'Arabie saoudite         | UCI Asia Tour        | Phil Bauhaus        | Arabie saoudite | Al Bujairi             |
| 2 | 8 février  | 5e étape du Tour d'Arabie saoudite         | UCI Asia Tour        | Phil Bauhaus        | Arabie saoudite | Al Masnak              |
| 3 | 8 février  | Tour d'Arabie saoudite, classement général | UCI Asia Tour        | Phil Bauhaus        | Arabie saoudite |                        |
| 4 | 23 février | 5e étape du Tour d'Andalousie              | UCI ProSeries        | Dylan Teuns         | Espagne         | Mijas                  |
| 5 | 10 mars    | 3e étape de Paris-Nice                     | UCI World Tour       | Iván García Cortina | France          | La Châtre              |
| 6 | 2 août     | 2e étape de la Route d'Occitanie           | UCI Europe Tour      | Sonny Colbrelli     | France          | Cap'Découverte         |
| 7 | 3 août     | Circuit de Getxo                           | UCI Europe Tour      | Damiano Caruso      | Espagne         | Getxo                  |
| 8 | 21 août    | Championnats d'Espagne du contre-la-montre | Championnat national | Pello Bilbao        | Espagne         | La Iruela              |
| 9 | 20 octobre | 16e étape du Tour d'Italie                 | UCI World Tour       | Jan Tratnik         | Italie          | San Daniele del Friuli |

### Victoires sur les classements annexes
| Date       | Course                                                    | Catégorie     | Vainqueur   | Pays    |
| ---------- | --------------------------------------------------------- | ------------- | ----------- | ------- |
| 9 février  | Tour de la Communauté valencienne, classement par équipes | UCI ProSeries | [ N 1 ]     | Espagne |
| 23 février | Tour d'Andalousie, classement par équipes                 | UCI ProSeries | [ N 2 ]     | Espagne |
| 1er août   | Tour de Burgos, classement par points                     | UCI ProSeries | Mikel Landa | Espagne |

## Classement UCI

### Classement individuel
| #   | Coureur             | Pts |
| --- | ------------------- | --- |
| 39  | Mikel Landa         | 950 |
| 56  | Pello Bilbao        | 685 |
| 86  | Matej Mohorič       | 471 |
| 89  | Dylan Teuns         | 460 |
| 91  | Wout Poels          | 456 |
| 92  | Damiano Caruso      | 448 |
| 106 | Sonny Colbrelli     | 400 |
| 121 | Hermann Pernsteiner | 348 |
| 136 | Iván García Cortina | 304 |
| 234 | Phil Bauhaus        | 164 |

| #   | Coureur           | Pts |
| --- | ----------------- | --- |
| 259 | Jan Tratnik       | 148 |
| 269 | Enrico Battaglin  | 144 |
| 410 | Marco Haller      | 95  |
| 522 | Heinrich Haussler | 70  |
| 535 | Chun Kai Feng     | 68  |
| 580 | Yukiya Arashiro   | 61  |
| 596 | Santiago Buitrago | 60  |
| 635 | Domen Novak       | 53  |
| 796 | Mark Padun        | 40  |
| 858 | Rafael Valls      | 35  |

| #    | Coureur          | Pts |
| ---- | ---------------- | --- |
| 1056 | Fred Wright      | 23  |
| 1282 | Luka Pibernik    | 15  |
| 1324 | Kevin Inkelaar   | 13  |
| 1353 | Grega Bole       | 11  |
| 1446 | Eros Capecchi    | 10  |
|      | Mark Cavendish   | 0   |
|      | Scott Davies     | 0   |
|      | Marcel Sieberg   | 0   |
|      | Stephen Williams | 0   |

### Classement par équipes
| #  | Équipe                | Pts     |
| -- | --------------------- | ------- |
| 1  | Jumbo-Visma           | 9919    |
| 2  | Deceuninck-Quick Step | 9776.16 |
| 3  | UAE Emirates          | 8503    |
| 4  | Ineos Grenadiers      | 7628.33 |
| 5  | Sunweb                | 7582.71 |
| 6  | Bora-Hansgrohe        | 6738.5  |
| 7  | Astana                | 6612    |
| 8  | Trek-Segafredo        | 6591    |
| 9  | Groupama-FDJ          | 5614    |
| 10 | EF Pro Cycling        | 5576.99 |
| 13 | Bahrain-McLaren       | 4686    |